# Diariste

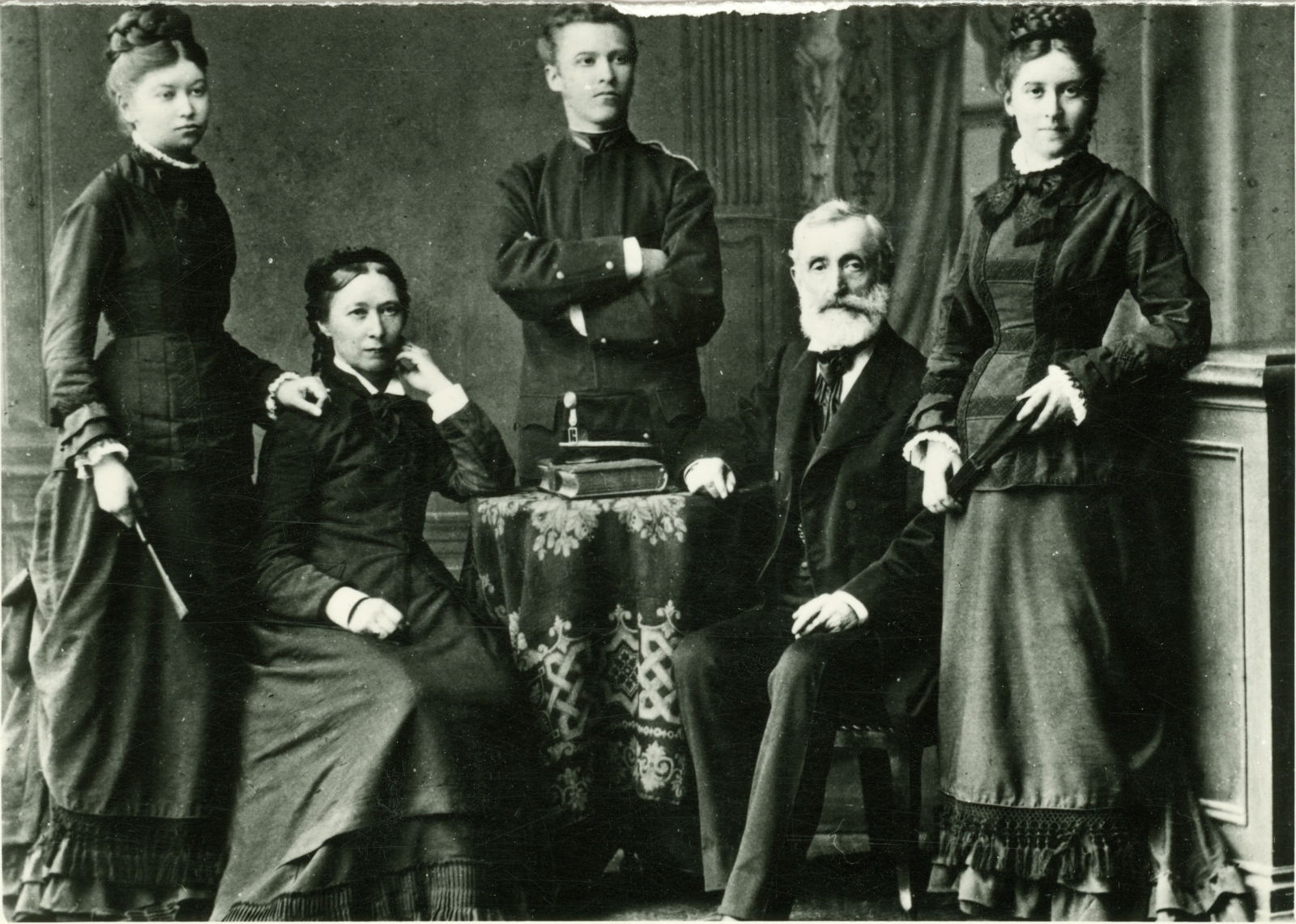
Sámuel Szűcs (1819–1889) diariste hongrois avec sa femme Henriette Herman et ses enfants.

Une ou un diariste est une personne écrivant un journal intime.

## Origine du nom
Le terme a été proposé en 1952 par Michèle Leleu et adopté alors. Il est à la fois emprunté à l'anglais diarist (du latin diarium, « ce qui est journalier, journal », dérivé de dies, « jour ») et reformé sur le vieux mot français « diaire » qui était utilisé comme nom (au sens de « livre de raison ») au XVIe siècle, et comme adjectif jusqu’au XIXe siècle[réf. nécessaire].

## Diaristes connus

### XVIIesiècle
- John Evelyn (1620-1706)
- Samuel Pepys (1633-1703)
- Robert Hooke (1635-1703)
- Bashō (1644-1694)

### XVIIIesiècle
- Mary Mathew (1724-1777)
- Restif de La Bretonne (1734-1806)
- James Woodforde (1740-1803)
- Sara Banzet (1745-1774)
- Barbara Juliane von Krüdener (1764-1824)
- Madame de Staël (1766-1817)
- Maine de Biran (1766-1824)
- Benjamin Constant (1767–1830)
- Lucile Desmoulins (1770-1794)
- Rahel Varnhagen (1771-1833)
- Jean-Baptiste Renoyal de Lescouble (1776-1838)
- Stendhal (1783-1842)
- Anne Lister (1791-1840)
- August von Platen (1796-1835)
- Alfred de Vigny (1797-1863)
- Eugène Delacroix (1798-1863)
- Jules Michelet (1798-1874)

### XIXesiècle
- George Sand (1804-1876)
- Marie d'Agoult (1805-1876)
- Eugénie de Guérin (1805-1848)
- Jules Barbey d'Aurevilly (1808-1889)
- Maurice de Guérin (1810-1839)
- Charles Baudelaire (1821-1867)
- Henri-Frédéric Amiel (1821-1881)
- Edmond de Goncourt et Jules de Goncourt (1822-1896 et 1830-1870)
- Léon Tolstoï (1828-1910)
- Sophie Tolstoï (1844-1919)
- Adèle Hugo (1830-1915)
- Lewis Carroll (1832-1898)
- Sully Prudhomme (1839-1907)
- Marie-Edmée Pau (1845-1871)
- Léon Bloy (1846-1917)
- Pierre Loti (1850-1923)
- Marie Bashkirtseff (1858-1884)
- Henriette Dessaulles (1860-1946)
- Arthur Schnitzler (1862-1931)
- Maurice Maeterlinck (1862-1949)
- Jules Renard (1864-1910)
- Elisabeth Leseur (1866-1914)
- Jehan Rictus (1867-1933)
- Paul Claudel (1868-1955)
- André Gide (1869-1951)
- Pierre Louÿs (1870-1925)
- Paul Léautaud (1872-1956)
- Marie Lenéru (1875-1918)
- Rainer Maria Rilke (1875-1926)
- Renée Vivien (1877-1909)
- Valery Larbaud (1881-1957)
- Roger Martin du Gard (1881-1958)
- Victor Klemperer (1881-1960)
- Catherine Pozzi (1882-1934)
- Charles Du Bos (1882-1939)
- Virginia Woolf (1882-1941)
- Franz Kafka (1883-1924)
- Katherine Mansfield (1888-1923)
- Marcel Jouhandeau (1888-1979))
- Ernst Jünger (1895-1998)
- Joseph Goebbels (1897-1945)
- Gustave Roud (1897-1976)
- Mireille Havet (1898-1932)

### XXesiècle
- Ariane Grimm (1967-1985)
- Julien Green (1900-1998)
- Frances Partridge (1900-2004)
- Raymond Queneau (1903-1976)
- Anaïs Nin (1903-1977)
- Witold Gombrowicz (1904-1969)
- Jean-Paul Sartre (1905-1980)
- Alexis Curvers (1906-1992)
- Mihail Sebastian (1907-1945)
- Simone de Beauvoir (1908-1986)
- Roberts Shields (diariste) (en) (1908-2007)
- Bernard Charbonneau (1910-1996)
- Paul Nobuo Tatsuguchi (1911-1943)
- Marta Hillers (1911-2001)
- Jacques de Bourbon Busset (1912-2001)
- Etty Hillesum (1914-1943)
- Claude Mauriac (1914-1996)
- Hélène Hoppenot (1918-1980)
- Tereska Torrès (1920-2012)
- Hélène Berr (1921-1945)
- Renia Spiegel (1924-1942)
- Louis Calaferte (1928-1994)
- Alan Clark (1928-1999)
- Anne Frank (1929-1945)
- Bernard Delvaille (1931-2006)
- Matthieu Galey (1934-1986)
- Charles Juliet (1934-2024)
- Jean-René Huguenin (1936-1962)
- Gabriel Matzneff (1936)
- Roland Jaccard (1941-2021)
- Jean-Patrick Manchette (1942-1995)
- Pascal Sevran (1945-2008)
- Renaud Camus (1946)
- Pierre Bergounioux (1949)
- André Blanchard (1951-2014)
- Richard Millet (1953)
- Hervé Guibert (1955-1991)
- Marc-Édouard Nabe (1958)
- Patrick Sansano (1959)
- Isabelle Mège (1965)
- Yann Moix (1968)
- Mathieu François du Bertrand (1985)[3],[4]